# Apollonio Rodio
Apollonio Rodio (in greco antico: Ἀπολλώνιος Ῥόδιος?, Apollónios Ródios; Alessandria d'Egitto, 295 a.C. – 215 a.C.) è stato un poeta greco antico.

## Biografia
Figlio di Silleo (o Illeo) e di Rode, compì i suoi studi ad Alessandria, dove fu discepolo di Callimaco e compagno di studi di Eratostene, divenendo, all'età di circa 30 anni, bibliotecario della Biblioteca di Alessandria dal re Tolomeo II Filadelfo, succedendo a Zenodoto; contemporaneamente ebbe l'incarico dell'educazione del figlio di Tolomeo II Filadelfo, il futuro Tolomeo III Evergéte.
Secondo il lessico bizantino Suda dovette andare in esilio a Rodi per la scarsa considerazione che i suoi concittadini diedero alla sua opera principale, dove sarebbe vissuto fino alla sua morte, intorno al 215; per via di questa vicenda fu soprannominato "Rodio". A questo suo trasferimento, secondo la tradizione, non sarebbe estranea la sopraggiunta inimicizia con Callimaco, che affermava che l'unico requisito della poesia era l'essenzialità lirica e per questo condannava tutta l'epica antica per la sua incapacità di mantenere una continuità di tono e di ispirazione. Queste, e altre affermazioni non meno rivoluzionarie, fra cui ricordiamo la celebre «Μέγα βιβλίον, μέγα κακόν» (grande libro, grande male), avrebbero visto contrapposto Apollonio, spalleggiato da Asclepiade e Posidippo, ed eruditi come Prassifane di Mitilene.
Occorre però ricordare che, come sostiene una buona parte di critica, non è possibile che nell'Alessandria di quel tempo fra Callimaco ed Apollonio non ci sia stato alcun rapporto, ma è eccessivo intendere questi rapporti come quelli maestro-allievo, e si fonda su basi incerte e spesso erronee il mito della rivalità con l'altro poeta. Infatti la maggioranza delle allusività reciproche sono state trovate nelle loro opere a torto; non la prova la supposizione della Suda, secondo cui l'Ibis (un poemetto calunnioso di Callimaco) avesse per bersaglio Apollonio; non la prova la dubbia paternità dell'epigramma "Contro Callimaco" dell'Antologia Palatina; infine, circa il Prologo degli Aitia, gli scoli fiorentini sostengono che non colpiva Apollonio.

## Opere

### Le Argonautiche
Fu autore del poema epico "Le Argonautiche", in quattro libri, che narra il viaggio di Giasone e della sua nave "Argo". Durante il soggiorno a Rodi, è possibile che Apollonio abbia scritto una seconda edizione de "Le Argonautiche", in quanto le fonti antiche parlano di una proèkdosis (edizione preliminare) ed una èkdosis (edizione).

### Opere minori
Apollonio Rodio scrisse poemetti eruditi che non ci sono giunti, specie sul tema della ktìseis (fondazione) di città, come Alessandria, Cauno, Naucrati, Rodi, Lesbo, Canòpo, che secondo il mito fu intitolata al timoniere di Menelao, arrivato in Egitto dopo la guerra di Troia. 
Gli erano attribuiti anche degli epigrammi, non giunti, tranne uno, dubbio, contro Callimacoː
Callimaco è il colpevole (aitios) che scrisse gli Aitiaǃ»
(trad. A. D'Andria)
Testimonianza del suo lavoro critico su Omero è una proposta della lezione κεφαλάς kephalàs (teste) al verso 3 del primo libro dell'Iliade; inoltre accettò la variante di Zenodoto δαῖτα dàita del verso 5, mentre la lezione più comune, quella adottata successivamente da Aristarco di Samotracia, recita "mandò in pasto ai cani forti anime d'eroi e a tutti gli uccelli". Come osservano ironicamente Pfeiffer ed Abbamonte, un'anima è un "pasto leggero" per gli animali ed inoltre l'espressione "forti anime" non ha troppo senso e non è mai attestata altrove; Apollonio Rodio si rese conto della difficoltà del testo e propose invece κεφαλάς (teste) così che il pasto diventasse più "lauto"; inoltre l'espressione "forti teste" è ben attestata in Omero ed Esiodo e sempre col significato metaforico di "forti corpi" assolutamente adatto al contesto. 
Sappiamo che adottò la lezione zenodotea dàita (pasto) così che il testo risultasse "cibo per i cani e pasto per gli uccelli": lo deduciamo da due passi, distanti poche decine di versi, del secondo libro delle Argonautiche in cui usa il termine dàita. Così facendo rimarca il termine e ne indica, collocandolo in un poema di imitazione di Omero, implicitamente l'autenticità omerica.
Si occupò, inoltre, dello Scudo esiodeo, di cui sostenne, in opposizione al suo maestro Zenodoto, l'autenticitàː oltre ad una citazione diretta dell'argumentum del poemetto, ne abbiamo ulteriore prova grazie ad un passo delle Argonautiche con la descrizione dello scudo di Giasone, chiaramente modellata sull'argomento del poemetto.